# 天主教三寶顏總教區
天主教三寶顏總教區（拉丁語：Archidioecesis Zamboangensis）是羅馬天主教會以菲律賓南部棉蘭老島西部城市三寶顏為中心的一個總教區，管轄三寶顏和通加萬市。總教區下轄一個教區和一個自治監督區，2010年時有570,000名教友（佔轄區總人口77.6%）。總教區由25名司鐸管理75個堂區。
現任總主教為羅慕洛·T·德拉克魯斯，輔理主教為梅瑟·M·庫埃瓦斯。
教區於1910年4月10日因宿霧教區及哈羅教區分拆而成立，起初管轄整個棉蘭老、蘇祿群島及卡加延蘇祿島。教區於1958年6月29日升為總教區。